# 와크프
와크프(아랍어: وقف)는 모스크와 기타 자선을 목적으로 하는 공공 시설을 재정적으로 유지하기 위하여 기증된 토지·가옥 등의 재산으로서 한 번 와크프에 기증된 재산은 다시 양도할 수 없도록 되어 있다.
와크프를 관리하는 것은 모스크의 울라마였으나 최근에는 국가의 와크프성(省)에서 이를 관리하는 경우가 많다. 와크프의 농지(農地)는 지역적으로 다소 차이가 있으나 전 농토의 많은 부분을 차지하며 이것이 농지 황폐화의 원인이 된 경우가 많다.

## 같이 보기
- 공익신탁